# Haemaltica indica
Haemaltica indica es una especie de insecto coleóptero de la familia Chrysomelidae. Fue descrita científicamente en 2002 por Doebrel.